# Małgorzata Kożuchowska
Małgorzata Kożuchowska (née le 27 avril 1971  à Wrocław) est une actrice polonaise.

## Filmographie
- 1994–1995 : Fitness Club
- 1994 : Ptaszka
- 1994 : Oczy niebieskie
- 1995 : Młode wilki
- 1996 : Pasaż (Passage)
- 1997 : Pokój 107
- 1997 : Zaklęta
- 1997 : Kiler
- 1997 : Rodziców nie ma w domu
- 1997 : Sława i chwała
- 1998 : Matki, żony i kochanki (serie II)
- 1998 : Złotopolscy
- 1999 : Na dobre i na złe
- 1999 : Lot 001
- 1999 : Kiler-ów 2-óch
- 2000–2011 : M jak miłość : Hanka Mostowiak
- 2000 : Dom
- 2000 : Przeprowadzki
- 2000 : Co nie jest snem (teatr TV)
- 2001 : Wtorek
- 2003 : Zróbmy sobie wnuka
- 2003 : Superprodukcja
- 2003 : Sloow
- 2004 : Kilka godzin z Claire
- 2005 : M jak Miłość, czyli poznajmy się
- 2005 : Komornik
- 2007 : Konflikt interesów (Living & Dying)
- 2007 : Dlaczego nie!
- 2007 : Hania
- 2007 : Niania
- 2007 : Kryminalni
- 2007–2009 : Tylko miłość
- 2008 : Senność
- 2008–2009 : Teraz albo nigdy!
- 2009 : Tma
- 2010 : Nowa
- 2010 : Duch w dom
- 2010 : Dancing for you
- 2011 : Rodzinka.pl
- de 2012-2015 : Prawo Agaty
- 2023 : La Jeune Fille et les Paysans

### Doublage polonais
- 1993 : Kalifornia, Adele Corners
- 1994 : Molly, Daniela
- 2001 : Monstres et Cie, Celinka
- 2001 : Powrót Mewtwo!, Domino 009

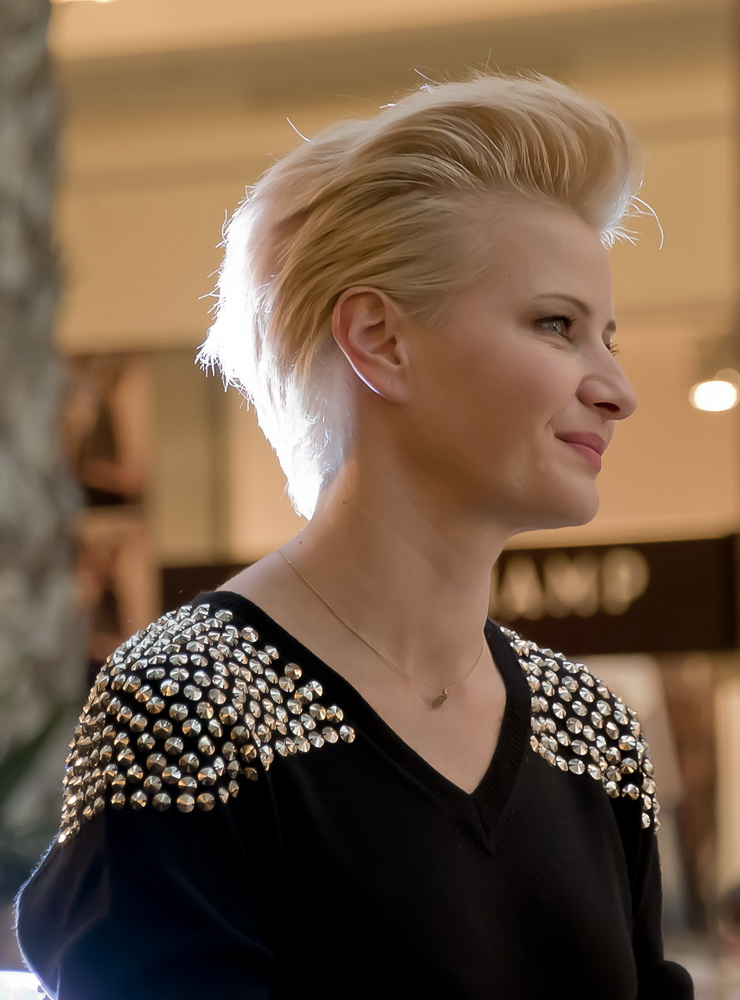
Małgorzata Kożuchowska (2013)

- 2001 : Zakochany kundel II : Przygody Chapsa, Lili
- 2001–2003 : Aparatka, Sharon Spitz
- 2003 : Old School : Niezaliczona, Heidi
- 2004 : Pinokio, przygoda w przyszłości, Pinokio
- 2004 : Le Tour du monde en quatre-vingts jours, Monique
- 2005 : Vaillant, pigeon de combat !, Charllote De Gaulle
- 2005 : Madagascar, Gloria, hippopotame
- 2006 : Franklin i skarb jeziora, chant
- 2006 : I ty możesz zostać bohaterem, Yankee Irving
- 2008 : Madagascar 2, Gloria hippopotame
- 2010 : Les Aventures d'Alice au pays des merveilles, Biała Królowa
- 2010 : Space Dogs, Belka
- 2010 : Madagwiazdka, Gloria hippopotame
- 2012 : Madagascar 3, Gloria hippopotame
- 2013 : Kumba, Mama W
- 2018 : Le Fléau de Breslau (Plagi Breslau) de Patryk Vega : Helena Ruś